# Günter Schorsten
Günter Schorsten, nemško-romunski rokometaš, * 12. april 1916, Sibiu, † 20. maj 1974, München.
Leta 1936 je na poletnih olimpijskih igrah v Berlinu v sestavi romunske rokometne reprezentance osvojil peto mesto.